# Sound Spectacular
Sound Spectacular è un album di Ray Anthony, pubblicato dalla Capitol Records nel 1959.

## Tracce
Lato A
1. Annie Laurie – 3:02 (Ray Anthony, Jimmy Lee) – Registrato il 3 febbraio 1959 al Capitol Tower Studios di Hollywood, California
2. Deep River – 2:56 (Ray Anthony, Phil Scott) – Registrato il 3 febbraio 1959 al Capitol Tower Studios di Hollywood, California
3. Reuben, Reuben – 2:28 (Ray Anthony, Jimmy Lee) – Registrato il 3 febbraio 1959 al Capitol Tower Studios di Hollywood, California
4. Camptown Races – 2:51 (Ray Anthony, Kirk Patrick) – Registrato il 9 settembre 1958 al Capitol Tower Studios di Hollywood, California
5. Mocking Bird – 2:26 (Ray Anthony, Jimmy Lee) – Registrato il 9 settembre 1958 al Capitol Tower Studios di Hollywood, California
6. Blue Bells of Scotland – 2:44 (Ray Anthony, Jimmy Lee) – Registrato il 4 febbraio 1959 al Capitol Tower Studios di Hollywood, California

Durata totale: 16:27
Lato B
1. Kerry Dance – 2:52 (Ray Anthony, Kirk Patrick) – Registrato il 3 febbraio 1959 al Capitol Tower Studios di Hollywood, California
2. Dry Bones – 3:32 (Ray Anthony, Phil Scott) – Registrato il 4 febbraio 1959 al Capitol Tower Studios di Hollywood, California
3. Comin' Thru the Rye – 2:33 (Ray Anthony, Jimmy Lee) – Registrato il 9 settembre 1958 al Capitol Tower Studios di Hollywood, California
4. American Patrol – 2:44 (Ray Anthony, Jimmy Lee) – Registrato il 4 febbraio 1959 al Capitol Tower Studios di Hollywood, California
5. Swing Low – 2:54 (Ray Anthony, Phil Scott) – Registrato il 9 settembre 1958 al Capitol Tower Studios di Hollywood, California
6. Chop Sticks – 2:39 (Ray Anthony, Kirk Patrick) – Registrato il 4 febbraio 1959 al Capitol Tower Studios di Hollywood, California

Durata totale: 17:14

## Musicisti
Annie Laurie / Deep River / Reuben, Reuben / Kerry Dance / Blue Bells of Scotland / Dry Bones / American Patrol / Chop Sticks
- Ray Anthony - tromba
- Frank Beach - tromba
- Pete Candoli - tromba
- Gene Duermeyer - tromba
- Conrad Gozzo - tromba
- Mannie Klein - tromba
- Jack Laubach - tromba
- Uan Rasey - tromba
- Francis Joe Howard - trombone
- Ed Kusby - trombone
- Frank Lane - trombone
- Pete Lofthouse - trombone
- Murray McEachern - trombone
- Dick Nash - trombone
- Tommy Pederson - trombone
- Lloyd Ulyate - trombone
- George Roberts - trombone basso
- Red Callender - tuba
- Gus Bivona - sassofono alto
- Joe Maini - sassofono alto
- Willie Schwartz - sassofono alto
- Bob Hardaway - sassofono tenore
- Plas Johnson - sassofono tenore
- Med Flory - sassofono baritono
- Paul Smith - pianoforte
- John Towner Williams - pianoforte
- Don Simpson - contrabbasso
- Alvin Stoller - batteria
- Lou Singer - percussioni
- Sconosciuto - arrangiamenti

Camptown Races / Mocking Bird / Comin' Thru the Rye / Swing Low
- Ray Anthony - tromba
- Pete Candoli - tromba
- Gene Duermeyer - tromba
- Conrad Gozzo - tromba
- Jack Laubach - tromba
- Mannie Klein - tromba
- Uan Rasey - tromba
- Francis Joe Howard - trombone
- Frank Lane - trombone
- Murray McEachern - trombone
- Tommy Pederson - trombone
- George Roberts - trombone basso
- Ken Shroyer - trombone basso
- Red Callender - tuba
- Gus Bivona - sassofono alto, clarinetto
- Willie Schwartz - sassofono alto, clarinetto
- Bob Hardaway - sassofono tenore
- Plas Johnson - sassofono tenore
- Med Flory - sassofono baritono
- John Towner Williams - pianoforte
- Al Hendrickson - chitarra
- Don Simpson - contrabbasso
- Alvin Stoller - batteria
- Lou Singer - percussioni
- Sconosciuto - arrangiamenti